# Храм Живоначальной Троицы (Куймань)
Храм Троицы Живоначальной — православный храм в селе Куймань Липецкой области. Памятник архитектуры регионального значения. Дата постройки относится к началу XIX века.

## История храма
Храм троицы Живоначальной в селе Куймань был построен в 1814 году. В настоящее время имеет региональный статус согласно постановлению администрации Липецкой области от 27 февраля 1992 года № 106.
Храм был разрушен в 1937 году большевиками. Один из последних настоятелей храма был священномученик Тихон Иванович Архангельский (арестован в селе Куймань 9 августа 1937 года, расстрелян 17 октября 1937).
В 1937 году при разграблении храма чудом удалось спасти Тихвинскую икону Божией Матери, писанную в Афонском монастыре. С. Е. Шушунов вместе с братом спрятал икону у себя дома. Самую главную святыню Троицкой церкви, икону Спасителя, также удалось спасти в начале XX века семье Эрховых. Икона была настолько большой, что её не могли протиснуть ни в двери, ни в окна избы, поэтому святыню пришлось обрезать по краям. Колокол храма безвозвратно утерян, так как при его снятии с колокольни он упал и раскололся.
С 1977 по 1980 годы в селе была традиция в канун майских праздников вывешивать красный флаг на самую верхушку башни церкви. В мае 1980 года эта башня самопроизвольно разрушилась.
С колокольни этого храма видно семь окрестных церквей.
В 2008 году началось восстановление храма. Отец Николай Еремеев провёл богослужение в храме летом 2008 года по случаю начала восстановления. Этим же летом была открыта памятная доска на стене храма с надписью:
Священник Митрополит Московский И Коломенский Владимир в сослужении Великого архидиакона Константина Розова 25 июля 1908 года совершил Божественную литургию в Храме Троицы Живоначальной с. Куймань в честь 50-летия в священном сане протоиерея Василия Землякова. Святый Священномучениче Владимире Моли Бога о нас. Благодарные миряне.
В настоящее время, церковь восстанавливается на пожертвования прихожан и просто добрых, небезразличных людей.

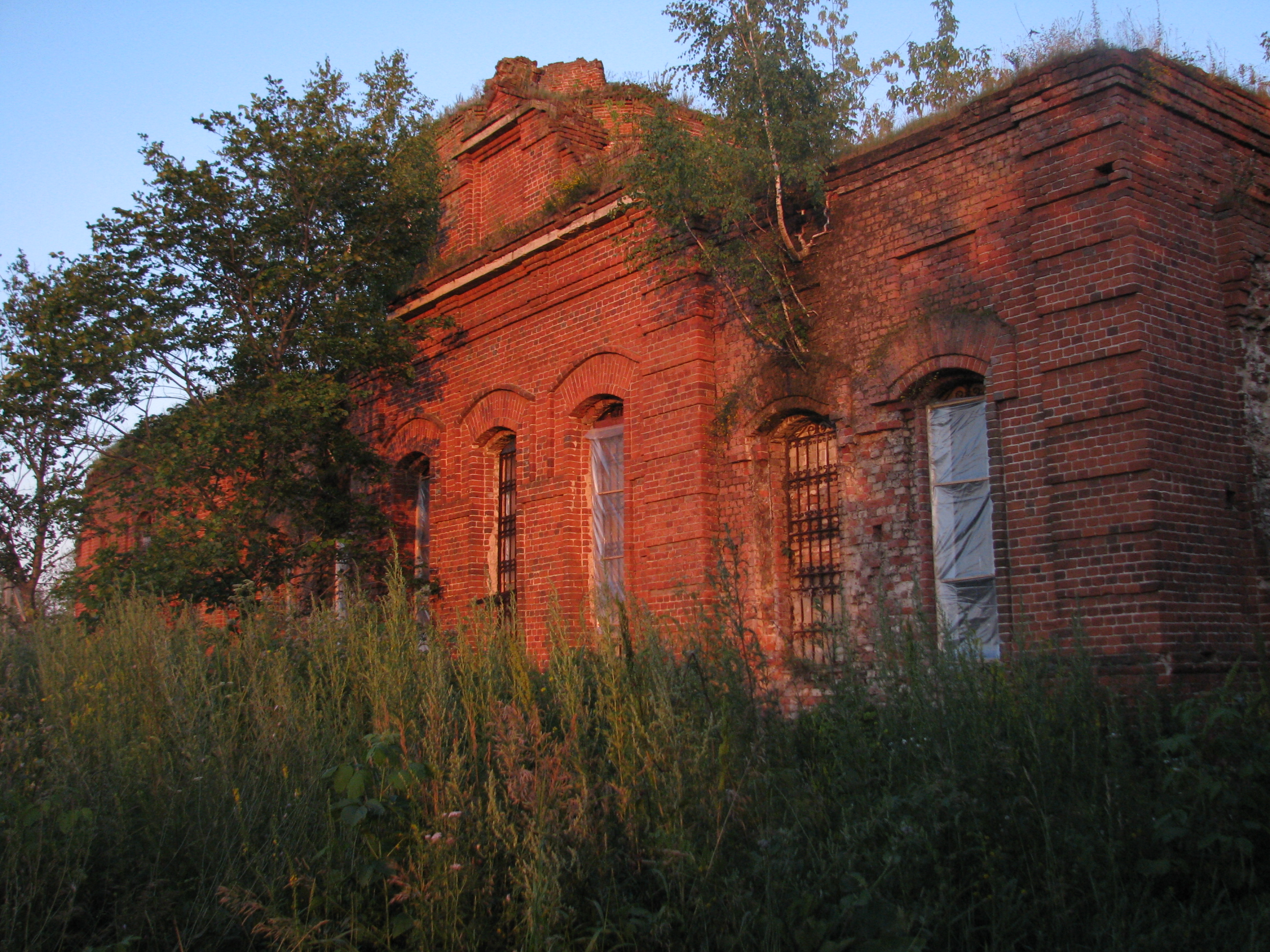
Фасад храма
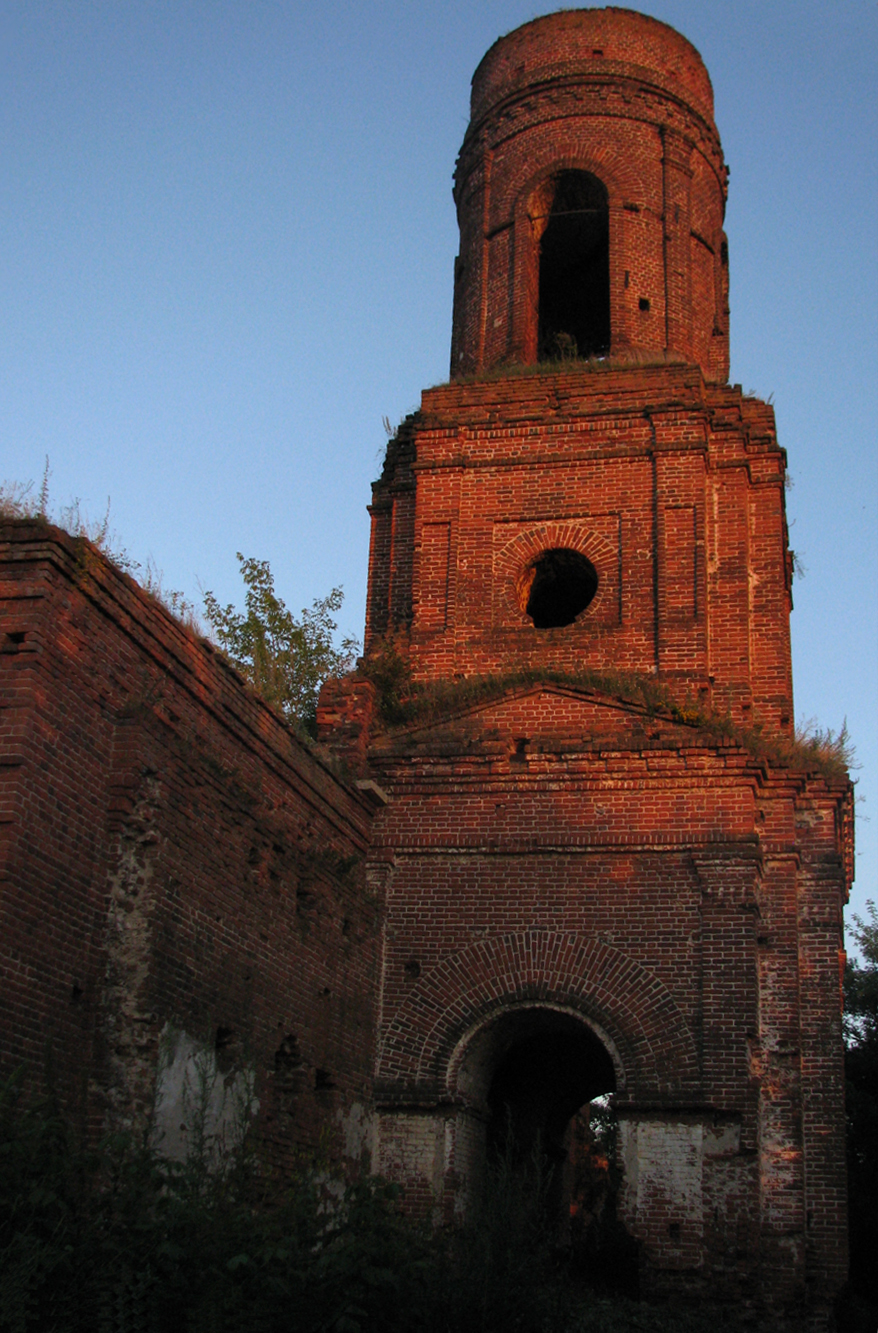
Колокольня храма
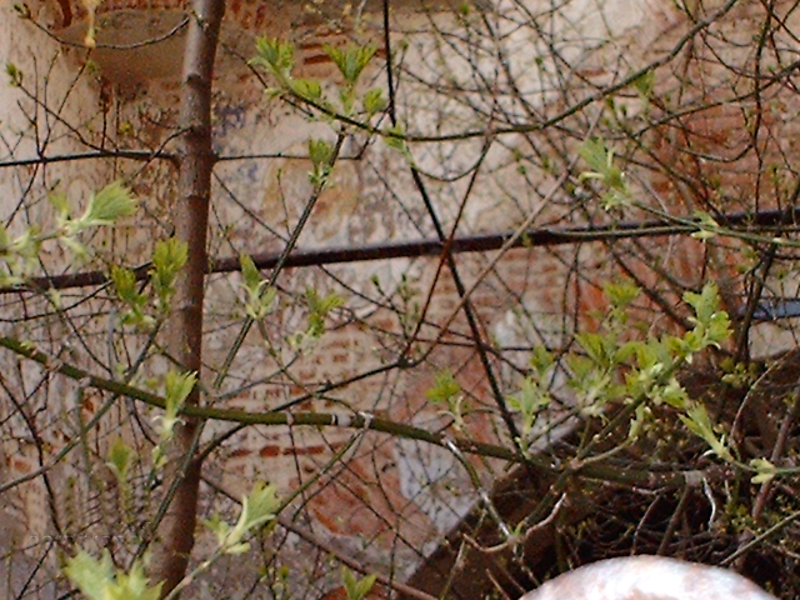
Остатки росписей
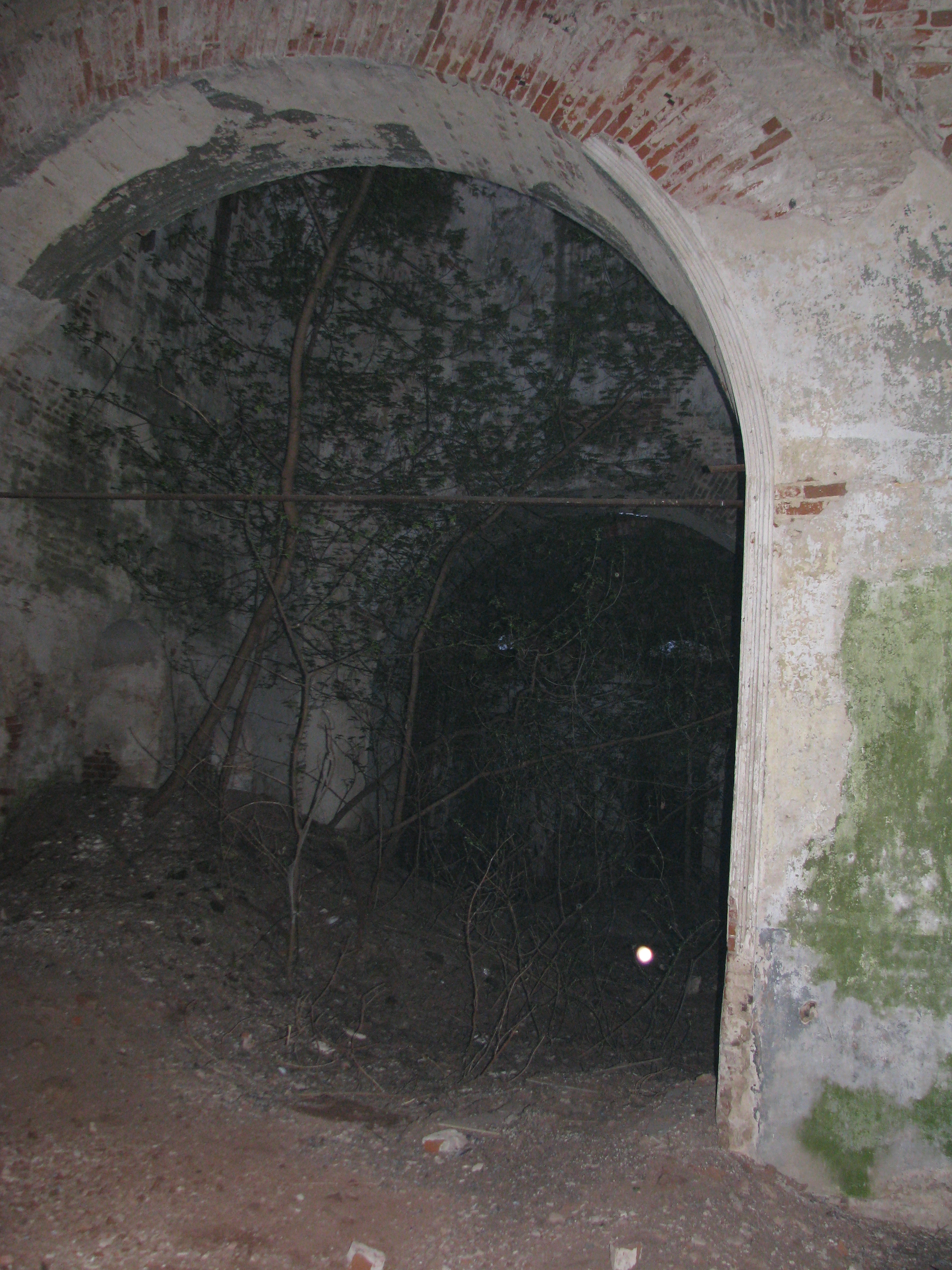
Свод нижнего храма
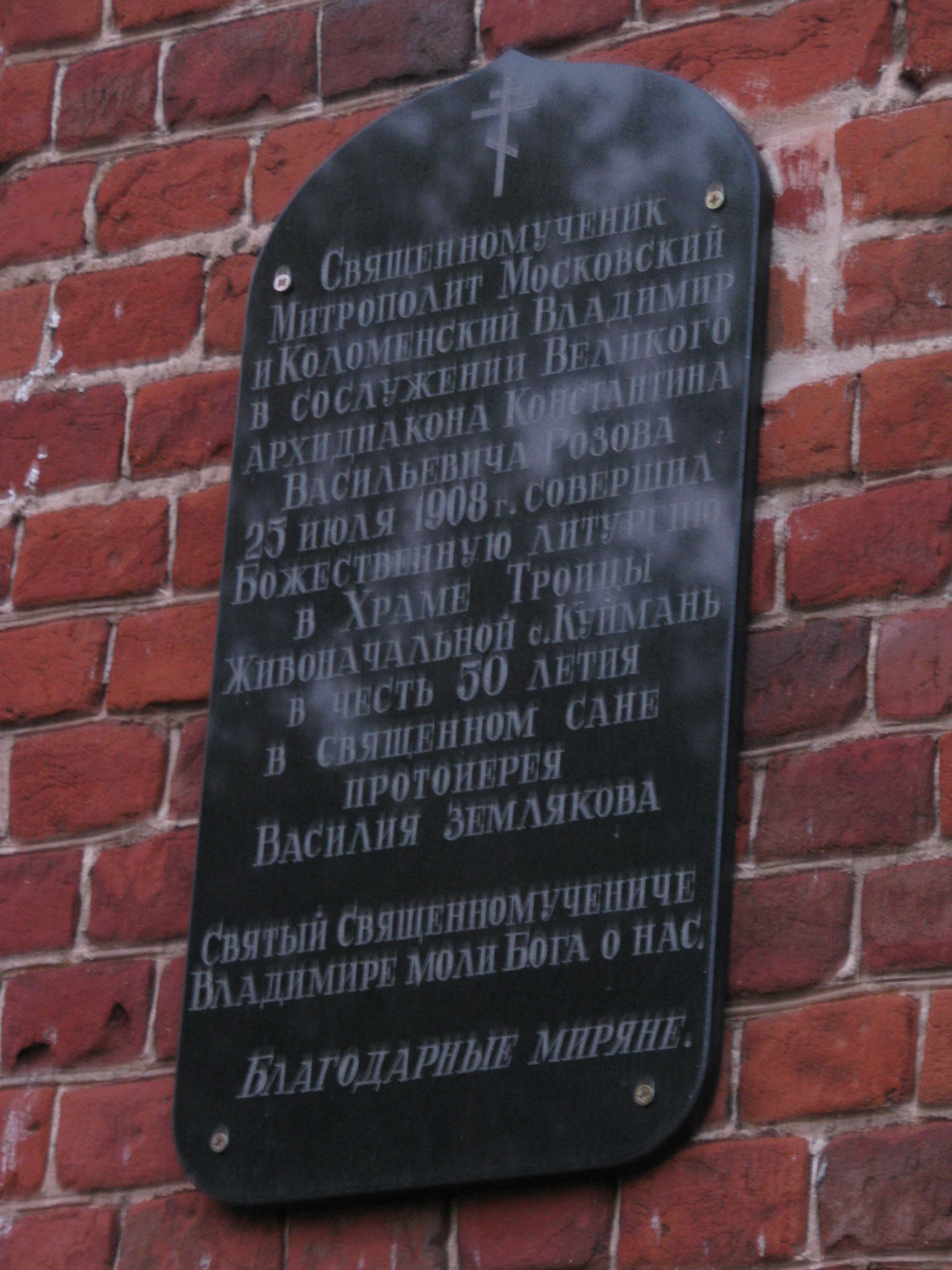
Памятная доска
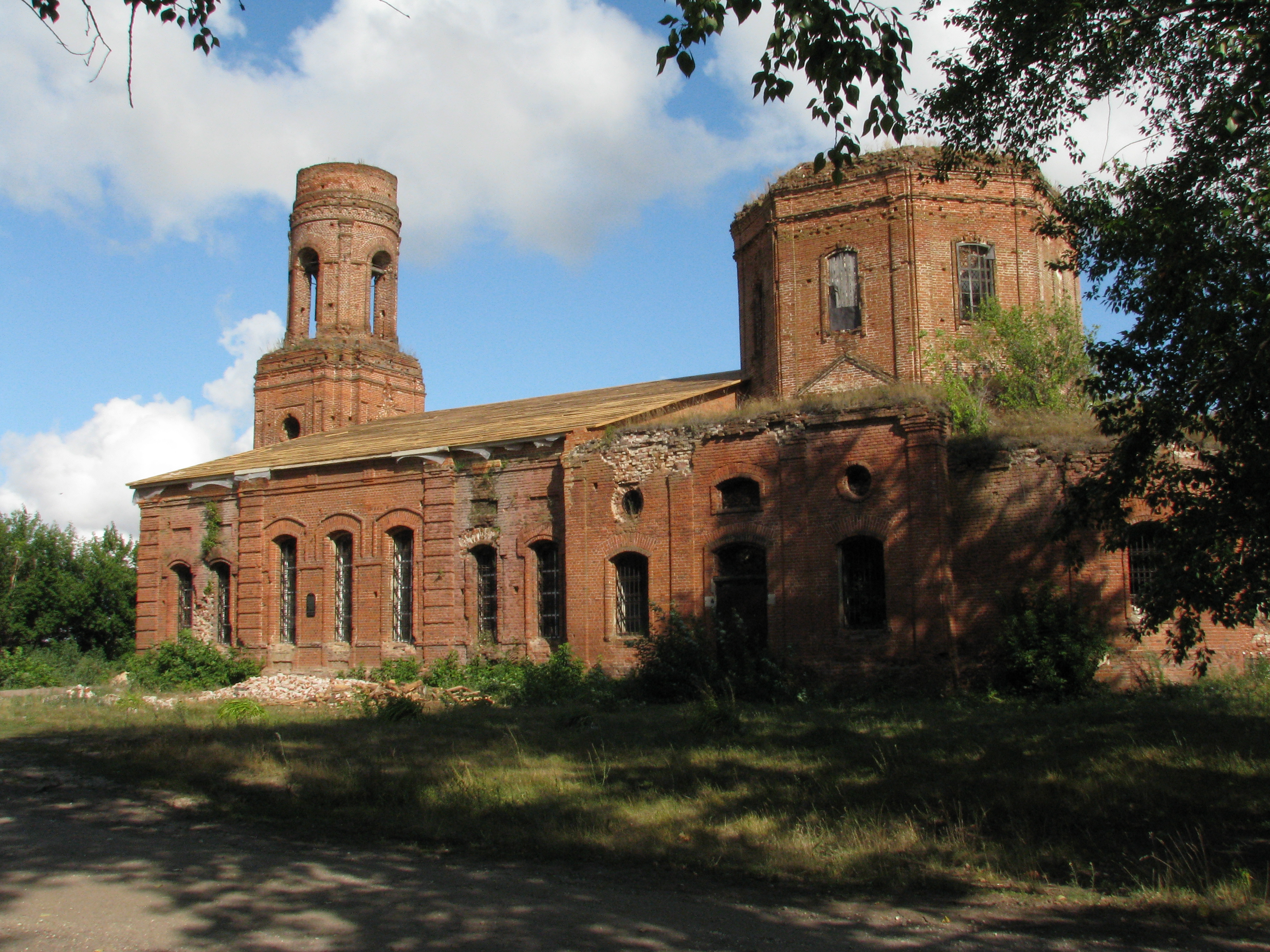
Вид на храм со стороны внутреннего двора